# Deerhurst
Deerhurst – wieś w Anglii, w hrabstwie Gloucestershire, w dystrykcie Tewkesbury. Leży 11 km na północ od miasta Gloucester i 151 km na zachód od Londynu.